# Campeonato Europeu de Halterofilismo de 1951
O 31º Campeonato Europeu de Halterofilismo foi realizado em conjunto com o Campeonato Mundial de Halterofilismo de 1951 na cidade de Milão, na Itália entre 26 a 28 de outubro de 1951. Foram disputadas sete categorias.

## Medalhistas
| Evento                     | Ouro                                 | Ouro     | Prata                        | Prata    | Bronze                       | Bronze   |
| -------------------------- | ------------------------------------ | -------- | ---------------------------- | -------- | ---------------------------- | -------- |
| Galo (56 kg)               | Ettore Amati · Itália                | 265,0 kg | Arvo Vehkonen · Finlândia    | 262,5 kg | Andrija Maleč · Iugoslávia   | 245,0 kg |
| Pena (60 kg)               | Johan Runge · Dinamarca              | 310,0 kg | Julian Creus · Reino Unido   | 302,5 kg | Max Heral · França           | 295,0 kg |
| Leve (67,5 kg)             | Ermanno Pignatti · Itália            | 317,5 kg | Josef Tauchner · Áustria     | 315,0 kg | Roger Rubini · Suíça         | 305,0 kg |
| Médio (75 kg)              | Johannes Smeekens · Países Baixos    | 355,0 kg | Georges Firmin · França      | 355,0 kg | André Dochy · França         | 342,5 kg |
| Meio-pesado-leve (82,5 kg) | Jean Debuf · França                  | 392,5 kg | Wilhelm Flenner · Áustria    | 362,5 kg | Augusto Fiorentini · Itália  | 357,5 kg |
| Meio-pesado (90 kg)        | Raymond Herbaux · França             | 362,5 kg | Luciano Zardi · Itália       | 352,5 kg | Franz Eibler · Áustria       | 345,0 kg |
| Pesado (+ 90 kg)           | Heinz Schattner · Alemanha Ocidental | 405,0 kg | Melvin Barnett · Reino Unido | 395,0 kg | Wilhelm Hafenscher · Áustria | 380,0 kg |

## Quadro de medalhas
| Ordem | País               | Medalha de ouro | Medalha de prata | Medalha de bronze | Total |
| ----- | ------------------ | --------------- | ---------------- | ----------------- | ----- |
| 1     | França             | 2               | 1                | 2                 | 5     |
| 2     | Itália             | 2               | 1                | 1                 | 4     |
| 3     | Dinamarca          | 1               | 0                | 0                 | 1     |
| 3     | Países Baixos      | 1               | 0                | 0                 | 1     |
| 3     | Alemanha Ocidental | 1               | 0                | 0                 | 1     |
| 6     | Áustria            | 0               | 2                | 2                 | 4     |
| 7     | Reino Unido        | 0               | 2                | 0                 | 2     |
| 8     | Finlândia          | 0               | 1                | 0                 | 1     |
| 9     | Suíça              | 0               | 0                | 1                 | 1     |
| 9     | Iugoslávia         | 0               | 0                | 1                 | 1     |
| Total | Total              | 7               | 7                | 7                 | 21    |